# 若宮秀雄
若宮 秀雄（わかみや ひでお、1946年 - ）は、東京都出身の元アマチュア野球選手。ポジションは投手。

## 来歴・人物
日大三高では、エースとして1年下の石塚雅二とバッテリーを組み1963年の秋季東京大会に優勝、翌1964年の春の選抜への出場を決める。選抜では2回戦（初戦）で浪商に敗退。同年夏の甲子園都予選は6回戦で修徳高に敗退。高校同期に遊撃手の大橋穣、外野手の小松時男がいた。
小松とともに日本大学に進学。東都大学野球リーグでは1966年春季リーグで優勝を経験。しかしその後はチームが低迷、1967年秋季リーグでは二部に陥落する。大学の1年上に森内一忠、1年下に佐藤道郎と好投手がおり、あまり活躍の場はなかった。
卒業後は社会人野球の電電関東に進む。1969年の都市対抗に佐藤文夫とバッテリーを組み出場。佐藤昭（日本通運から補強）との二本柱で勝ち進む。2回戦（初戦）でデュプロ印刷機を完封、その後も全試合に登板し決勝に進む。決勝は6回裏降雨ノーゲームとなり、翌日の再試合は佐藤昭と富士重工業の左腕エース石幡信弘との投手戦となる。8回から佐藤をリリーフし9回裏に逆転サヨナラ勝ち、初優勝を飾った。同大会の橋戸賞を獲得。その後も1971年まで都市対抗に連続出場。